# 安城コロナワールド
安城コロナワールド（あんじょうコロナワールド、英: Anjo Korona World）は、愛知県安城市浜富町にある複合型娯楽施設。1995年（平成7年）オープン。愛知県小牧市に本社を置く株式会社コロナワールドが運営している。JR東海道本線安城駅東1kmの工場跡地。

## 歴史

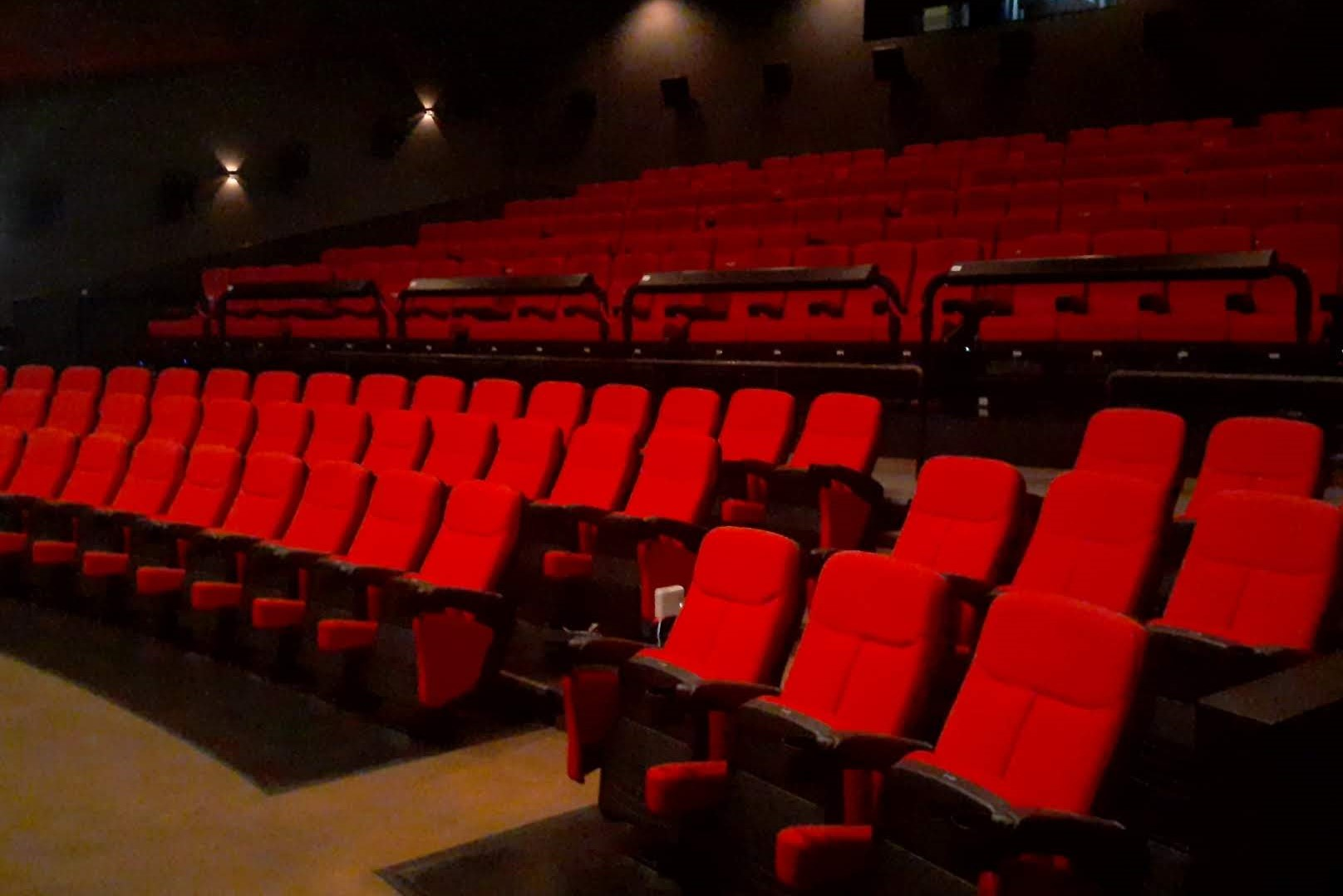
1995年（平成7年）
  - 12月22日 - パチンココロナがオープン[2]。
  - 12月23日 - 安城コロナシネマワールドがオープン[2]。11年ぶりに安城市に映画館が復活。
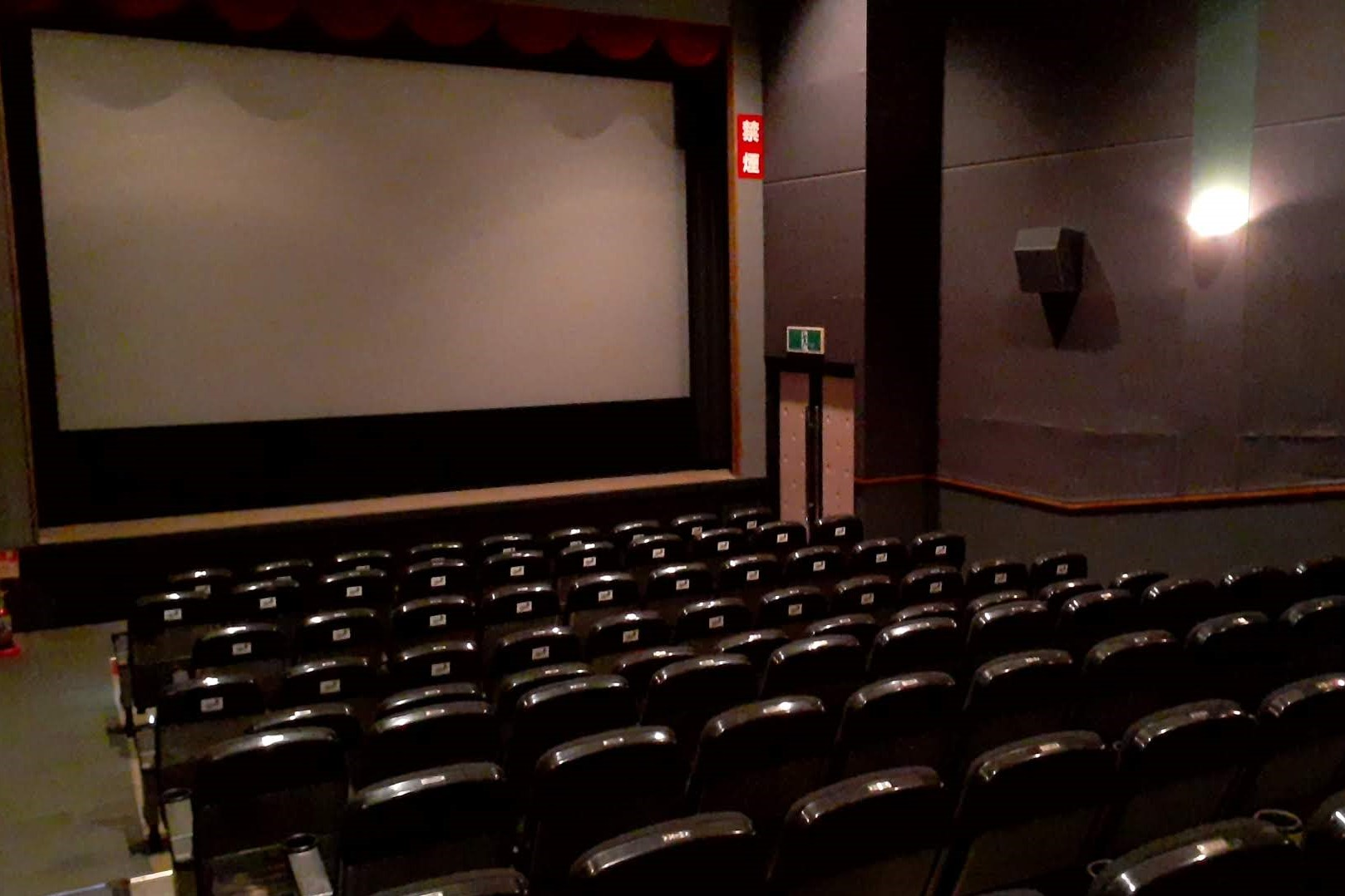
1996年（平成8年）2月23日 - グランドオープン[2]。安城市初の温泉となる「コロナの湯」がオープン。1995年から天然温泉の掘削を行っていた。
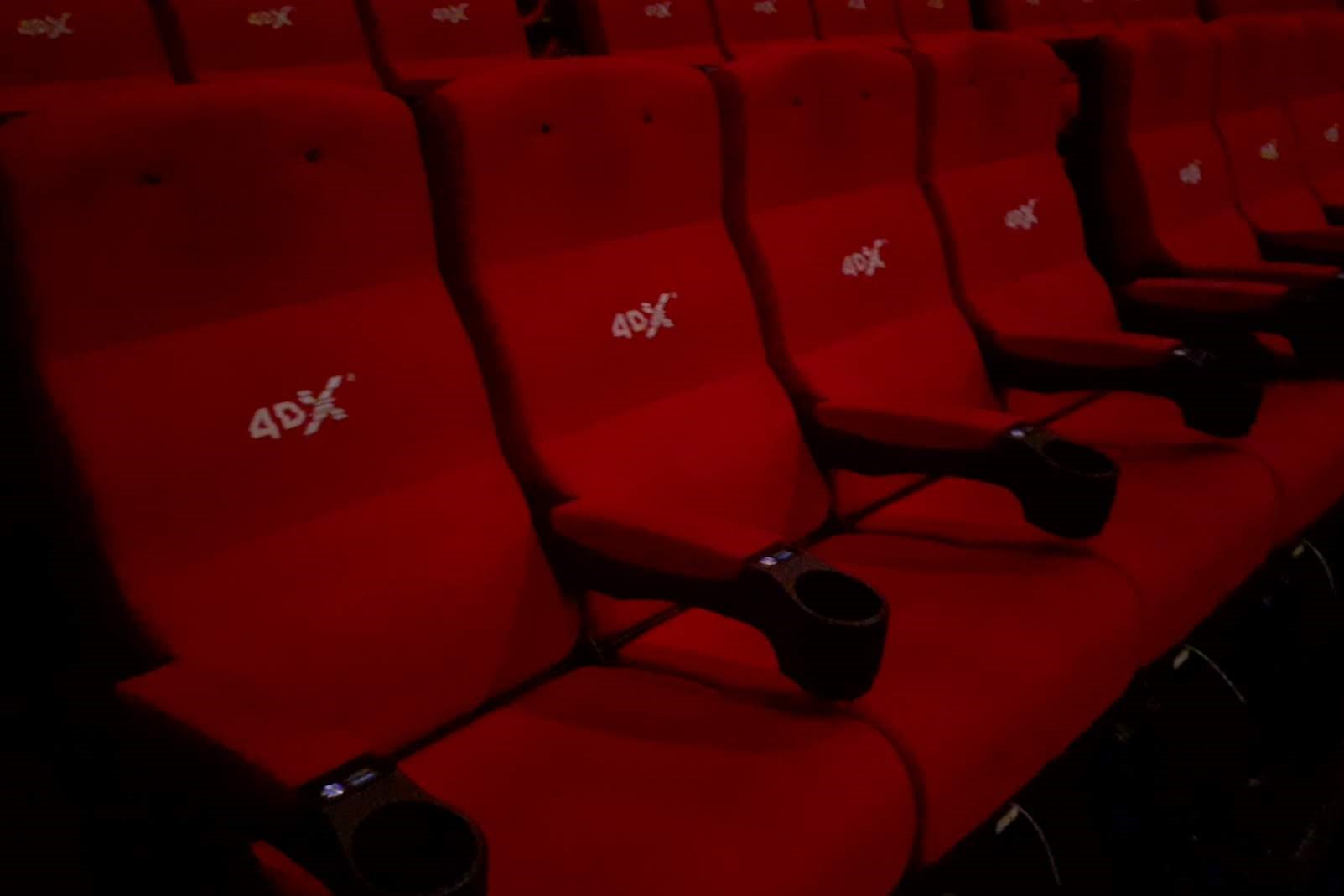
2015年（平成27年）8月1日 - 安城コロナシネマワールドに「4DX」が導入され、『進撃の巨人』で稼働を開始。
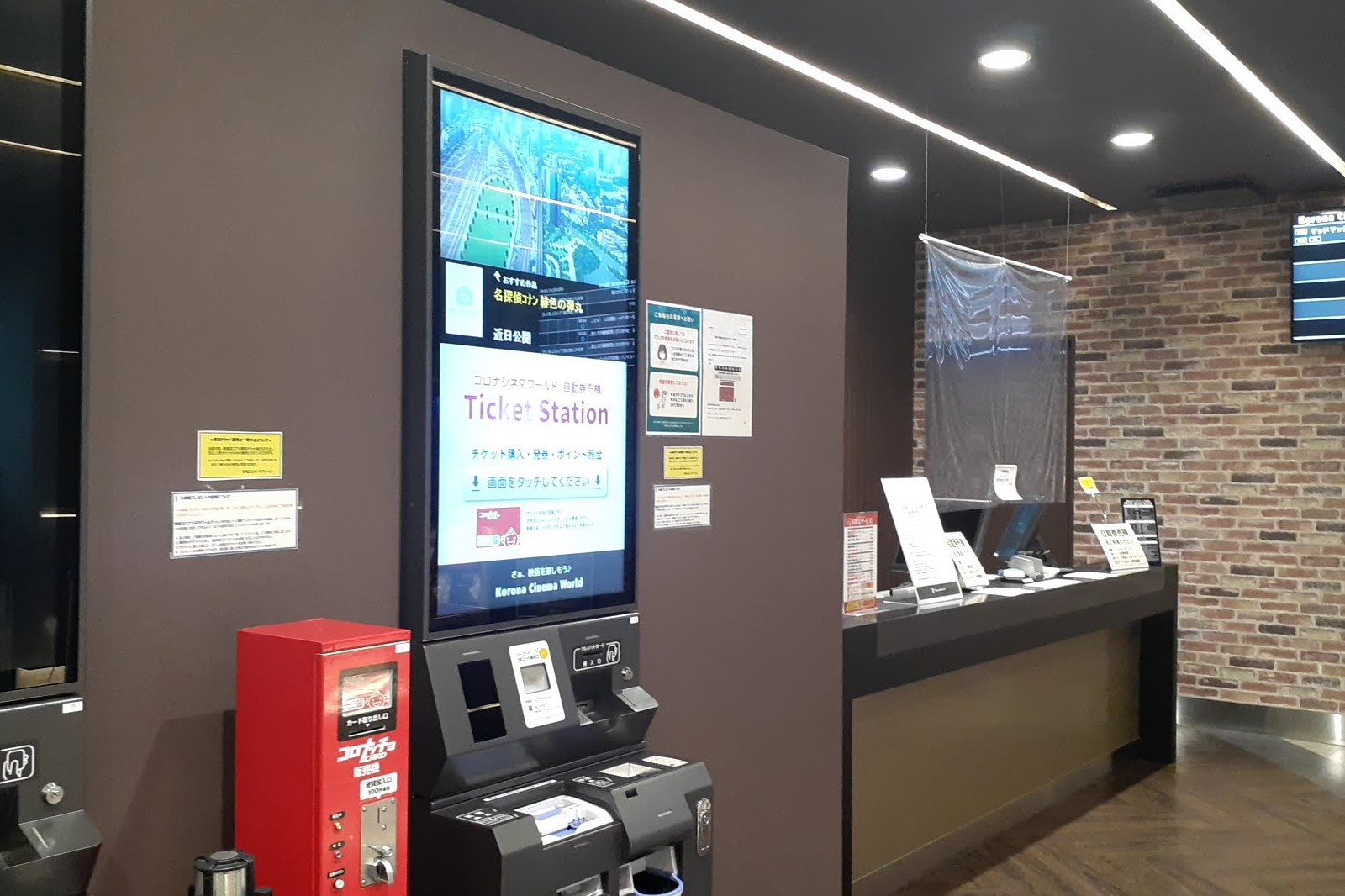
チケットカウンター
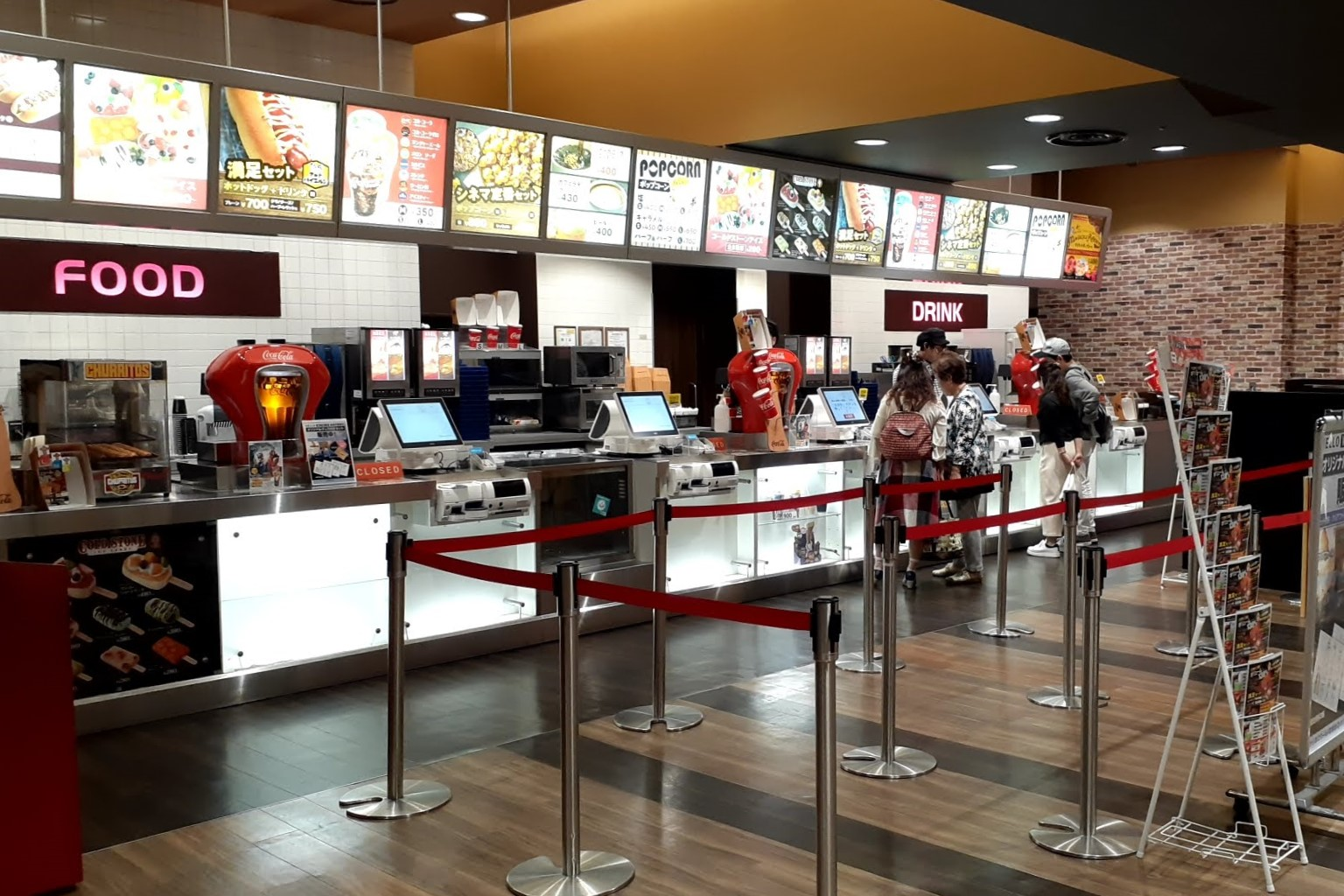
コンセッション

## 安城コロナシネマワールド
安城コロナシネマワールド（Anjo Korona Cinema World）は、全10スクリーン、計1,418席の映画館（シネマコンプレックス）である。スクリーン2には「4DX」が導入されている。
| No.          | 座席数 |
| ------------ | ------ |
| スクリーン1  | 351席  |
| スクリーン2  | 120席  |
| スクリーン3  | 139席  |
| スクリーン4  | 94席   |
| スクリーン5  | 104席  |
| スクリーン6  | 125席  |
| スクリーン7  | 151席  |
| スクリーン8  | 126席  |
| スクリーン9  | 104席  |
| スクリーン10 | 104席  |

- ホール
- ホール
- 4DXシート
- チケットカウンター
- コンセッション

## 店舗

### 1階
- 天然温泉コロナの湯安城店（スーパー銭湯）
- パチンコ安城コロナ（パチンコ店）
- 安城メトロポリス（ゲームセンター）
- ヴォイスワールド安城店（カラオケ店）
- ゴールドジム安城コロナワールド（フィットネスクラブ）
- iPhone修理サポートあいくる（iPhone修理店）
- 鳥貴族安城コロナワールド店（居酒屋）
- マクドナルド安城コロナワールド店（ファストフード）
- らーめん駒安城店（ラーメン店）
- メロン・ドゥ・メロン安城コロナワールド店（メロンパン専門店）

### 2階
- 安城コロナシネマワールド（シネマコンプレックス）
- 安城メトロポリス（ゲームセンター）
- IT-CAT安城店（インターネットカフェ）
- コロナキャットボウル安城店（ボウリング場）

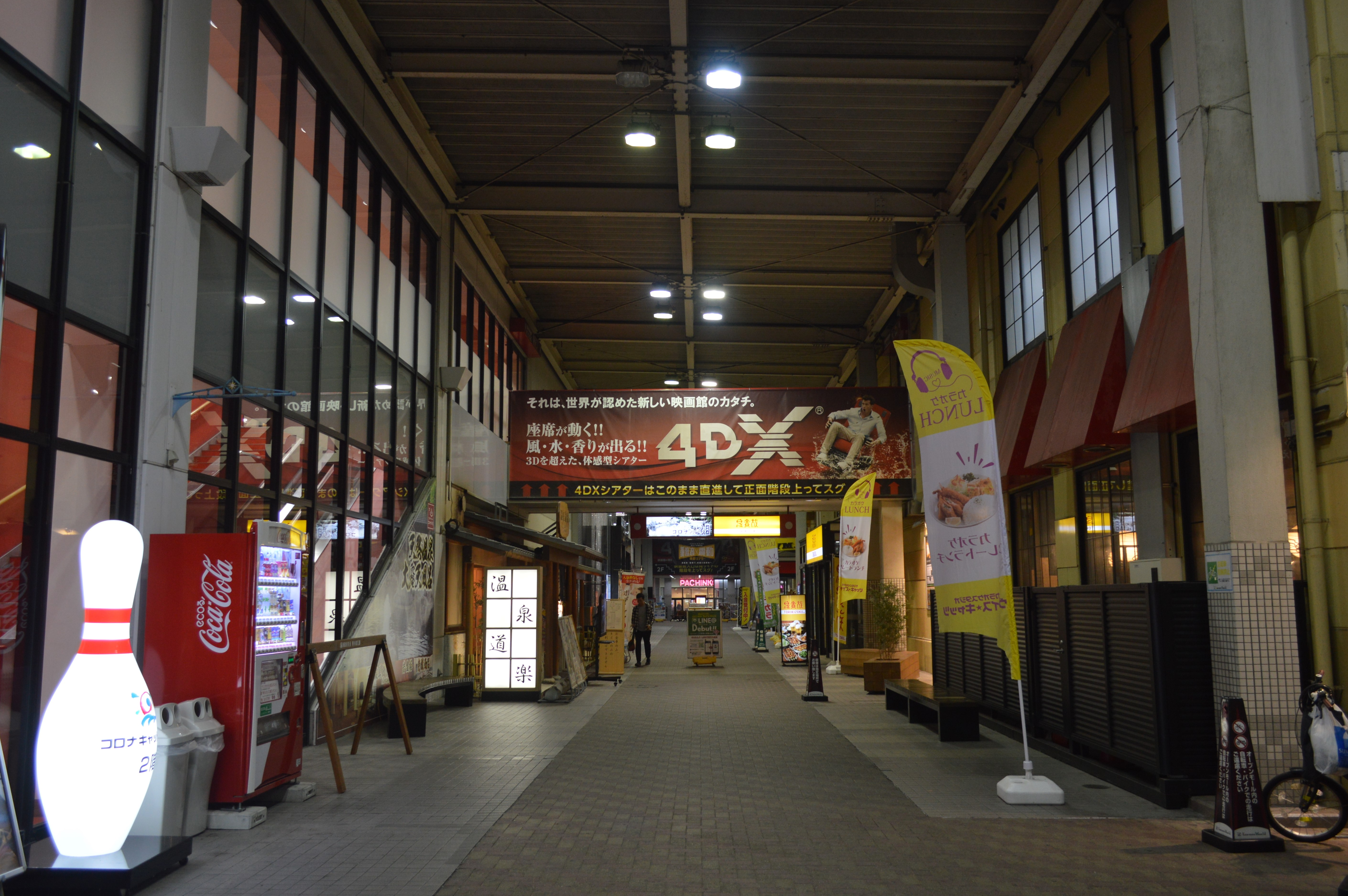
通路沿いにある店舗